# PSR J1719-1438
PSR J1719-1438 – pulsar milisekundowy odległy o około 4000 lat świetlnych od Ziemi, położony w gwiazdozbiorze Węża.
Okres obrotu pulsara wynosi 5,79 ms. Modulacja jego sygnału wskazuje na to, że posiada on towarzysza. Okrąża on pulsar co 2,177 godzin w odległości ok. 600 tys. km. Masa tego obiektu wynosi w przybliżeniu tyle samo, co masa Jowisza natomiast jego średnica wynosi 40% średnicy Jowisza. Niewidoczny z Ziemi towarzysz jest najprawdopodobniej pozostałością po gwieździe, z której pulsar ściągnął większość materii. Obliczenia wskazują, że obiekt ma gęstość wynoszącą przynajmniej 23 g/cm³ i jest najprawdopodobniej wersją tlenowo-węglowego białego karła.
Ponieważ towarzyszący pulsarowi obiekt rozmiarem przypomina planetę, w większości składa się z węgla o strukturze krystalicznej, został nazwany przez prasę naukową „diamentową planetą”.